# Норвежская кинологическая организация
Норве́жская кинологи́ческая организация или норве́жский кинологический клу́б (нор. Norsk Kennel Klub) сокр. NKK — норвежская некоммерческая кинологическая организация, объединяющая кинологические федерации, в которых состоят владельцы породистых собак. Организация занимается защитой прав владельцев собак.
НКК работает над практическим правильным обращением с собаками, и наблюдение за стандартами породы с точки зрения науки и здоровья пород. На данный момент насчитывает  220 клубов-членов, 85 000 членств. Клубы-члены частично представляют собой клубы пород, а частично местные клубы, занимающиеся различными видами спорта с собаками.
Также данная организация входит в Международную кинологическую федерацию и является членом Северного кинологического союза
Зарегистрирована в 1898 году в Осло

### История возникновения
Причиной появления НКК стали охотники, которые нуждались в племенных книгах и родословной собак.
Быстро возникло сообщество, которое занималось разведением чистокровных и умелых охотничьих собак. С момента создания НКК целью было заботиться и совершенствовать отдельные породы собак.
На общем собрании 24 января 1898 года, в котором приняли участие 40 членов, был принят «Закон о Норвежском кинологическом клубе».
Для окончательного достижения цели, клубы организовали следующее:
• Проведение выставок и испытаний.
Публикация племенной книги норвежских собак.
•Приобретение и аренда чистокровных племенных животных.
•Получение кинологического образования.
Сначало клуб интересовал охотников, но позже распространилась и среди других собак.
```
Первая норвежская выставка собак состоялась в 1877 году и была организована Норвежской ассоциацией охоты и рыболовства. Первая выставка НКК состоялась в Кристиании в 1898 году.
```

НКК быстро рос, и постоянно создавались новые специальные клубы. В 1938 году число сотрудничающих клубов достигло 20. В 1997 году с НКК сотрудничали 62 породных клуба, 21 клуб птицеводческих собак и 127 рабочих и местных кинологических клубов.